# Енді Джеймс
Енді Джеймс (англ. Andy James; нар. 15 травня 1981, Портсмут, Велика Британія) — один з найвідоміших англійських гітаристів, відомий як засновник гурту Sacred Mother Tongue, так і своєю сольною творчістю. Також співпрацював із гуртами Cradle of Filth і Fields of the Nephilim. На початку 2020 року гастролював у турі з американським гуртом Five Finger Death Punch, де замінив гітариста Джейсона Гука, якого тимчасово відсторонили через проблеми зі здоров'ям.
Він є спонсором «Laney Amplification», «EMG Pickups» і «Kiesel Guitars».

## Дискографія

### Соло
- 2005 - Machine
- 2007 - In the Wake of Chaos
- 2009 - Kaos 7 (EP)
- 2011 - Andy James
- 2013 - Psychic Transfusion (EP) (з Аланом Сашою Ласкоу)
- 2015 - The Lost Tapes (Coletânea)
- 2017 - Exodus
- 2018 - Arrival
- 2020 - C.S.I.L.

### Cradle of Filth
- 2010 - Darkly, Darkly, Venus Aversa[5]

## Нагороди та номінації
| Рік  | Премія                          | Категорія                            | Рекомендована робота     | Результат  | Пос.  |
| ---- | ------------------------------- | ------------------------------------ | ------------------------ | ---------- | ----- |
| 2013 | Metal Hammer Golden Gods Awards | "Dimebag Darrell Shredder"           |                          | Вказано    | [ 6 ] |
| 2020 | Guitar World Magazine Awards    | Найкращий гітарний альбом року       | Альбом "C.S.I.L."        | 2-ге місце | [ 7 ] |
| 2020 | Guitar World Magazine Awards    | Найкращий виступ року на соло-гітарі | Композиція «Die a Devil» | 4-те місце | [ 8 ] |